# اسفره
شهر اِسفَره (به تاجیکی: Исфара) در استان سغد، تاجیکستان است. جمعیت این شهر ۳۷٬۳۰۰ نفر است.

## تاریخچه
اسفره از کهن‌ترین شهرهای آسیای میانه است و صورت قدیمی نام آن اسبره (Асбара) بوده‌است. در سدهٔ دهم میلادی نام این شهر در تاریخ طبری ذکر شده و در سده‌های یازده و دوازده میلادی پیشرفت اقتصادی داشته‌است. بابر (۱۴۸۲–۱۵۸۰) اسفره را جزء شهرهای اصلی منطقه نامیده و در سدهٔ ۱۶ پیشرفتی در ساخت مدرسه‌ها و مسجدهای بزرگ حاصل شده‌است.
در سدهٔ هفدهم اسفره بخشی از خانات خوقند بود.

## جغرافیا
اسفره نزدیک به مرز دو کشور ازبکستان (شهر فرغانه) و قرقیزستان (استان بادکَند) قرار گرفته‌است. مساحت آن ۸۳۲ کیلومتر مربع و بلندی آن از سطح دریا ۸۶۳ متر است.

## اقتصاد
حدود ۲۰ شرکت صنعتی در زمینه‌های تولید برق، صنایع شیمیایی و متالورژی، مصالح ساختمانی و مواد غذایی در اسفره فعالیت دارند.
باغ‌های زردآلو اسفره نیز در منطقه معروف است. برخی از انواع زردآلو را خود کشاورزان اسفره از راه پیوند پرورش داده‌اند، مانند زردآلوهای «نشانی» و «بی‌نگارین» که در جای دیگر پرورده نمی‌شوند. زردآلوی «قـَـندَک»، با این که در نواحی دیگر هم هست، در اسفره شیرین‌تر است. باغ‌های زردآلوی اسفره به حدی حاصل‌خیز است که کشاورزان همه‌ساله از هر درخت آن سیصد تا پانصد کیلوگرم زردآلو برداشت می‌کنند. یعنی چند بیخ درخت زردآلو می‌تواند هزینهٔ سالانهٔ زندگی یک خانواده را دربیاورد.

## اماکن دیدنی

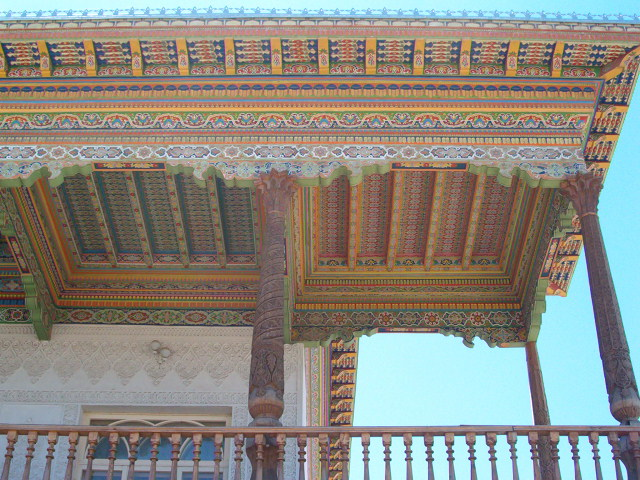
معماری یک چایخانه سنتی در اسفره.

- آرامگاه حضرت شاه
- مسجد عبدالله خان
- ده چارکوه
- آرامگاه حضرت بابا
- روستای کوهستانی واروخ
- آرامگاه محمد بشارا